# 써클 앨범 차트
써클 앨범 차트(구 가온 앨범 차트)는 써클 차트의 일부로 가수들의 앨범 판매량을 집계해 1주일 간격으로 기록이 갱신된다. 음반 판매량 순위는 한국에서 가온 차트에 가맹되어 있는 유통사가 출고하는 모든 앨범 출고량을 집계하여 발표한다.

## 1위 목록
- 2010년 가온 앨범 차트 1위 목록
- 2011년 가온 앨범 차트 1위 목록
- 2012년 가온 앨범 차트 1위 목록
- 2013년 가온 앨범 차트 1위 목록
- 2014년 가온 앨범 차트 1위 목록
- 2015년 가온 앨범 차트 1위 목록
- 2016년 가온 앨범 차트 1위 목록
- 2017년 가온 앨범 차트 1위 목록
- 2018년 가온 앨범 차트 1위 목록
- 2019년 가온 앨범 차트 1위 목록
- 2020년 가온 앨범 차트 1위 목록
- 2021년 가온 앨범 차트 1위 목록
- 2022년 가온 앨범 차트 1위 목록